# Deutschlandmuseum
Das Deutschlandmuseum ist ein am 17. Juni 2023 eröffnetes privates Museum für deutsche Geschichte in Berlin. Das Museum befindet sich am Leipziger Platz in Berlin-Mitte in Nachbarschaft zum unter derselben Leitung stehenden Deutschen Spionagemuseum.

## Geschichte
Ab Ende 2021 arbeiteten Historiker, Spiele-Entwickler, Grafiker, Pädagogen, Architekten und Designer an dem Konzept, Geschichte interaktiv und immersiv darzustellen und zu vermitteln. Als Eröffnungsdatum wurde der 17. Juni mit Bezug auf die historischen Ereignisse am 17. Juni 1953 gewählt.
Verantwortlich für die Konzeption des Museums waren Museumsdirektor Robert Rückel und Designer Chris Lange (Creative Studio Berlin). Robert Rückel hatte bereits 2018 die Dauerausstellungen des benachbarten Deutschen Spionagemuseums sowie 2006 des DDR-Museums Berlin entworfen.

## Ausstellung

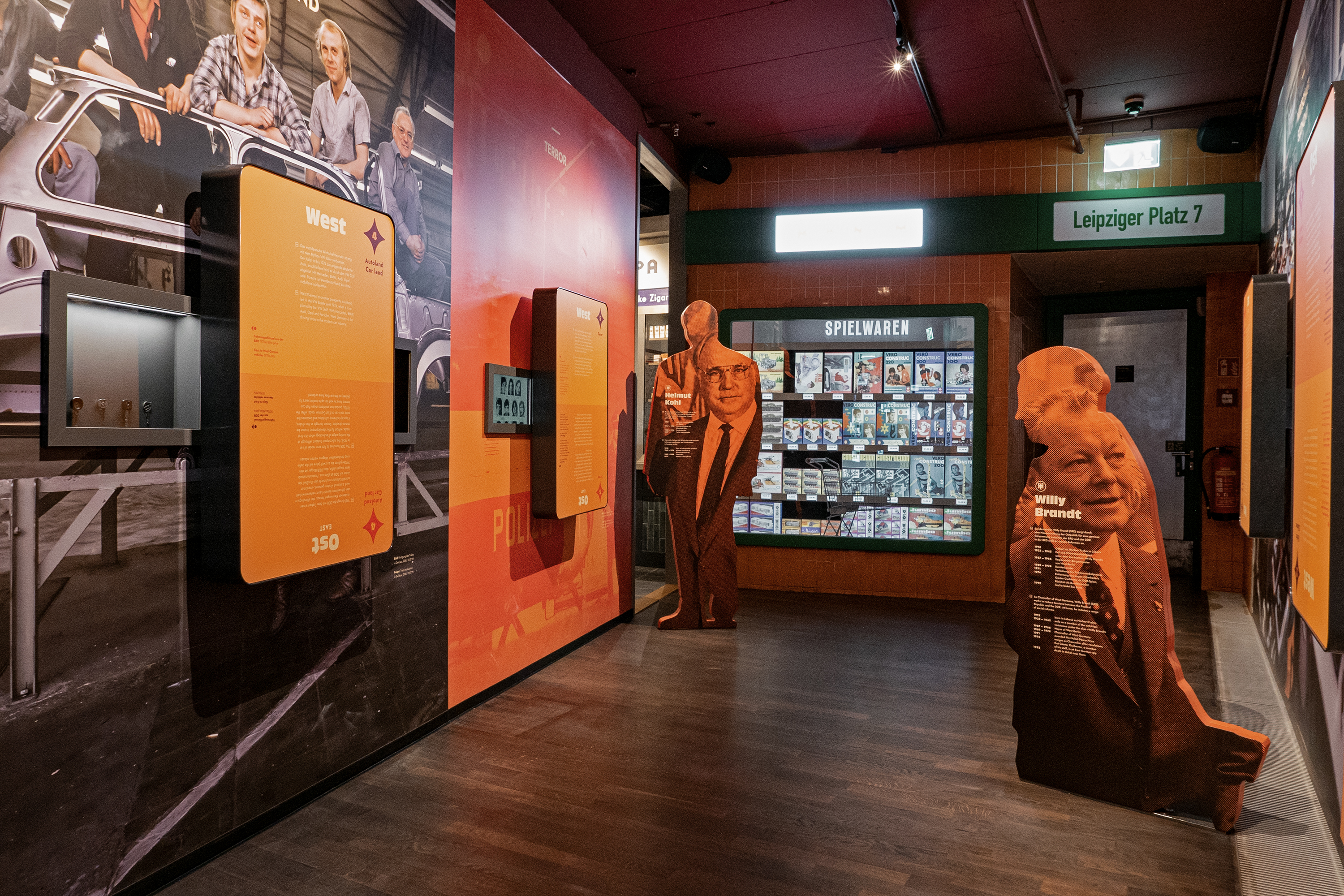
Ausstellung zu BRD und DDR

Das Deutschlandmuseum setzt moderne mediale Technik zur Präsentation ein. Der zeitgeschichtliche Rundgang ist interaktiv. In der 1400 m² großen Dauerausstellung werden prägende Momente aus zwölf Epochen deutscher Geschichte dargestellt. Die Zeitreise beginnt 9 n. Chr. im germanischen Wald mit der Varusschlacht. Weitere Etappen beschäftigen sich unter anderem mit dem Heiligen Römischen Reich Deutscher Nation im Mittelalter, Martin Luther und der Reformation, dem Dreißigjährigen Krieg, den deutschen Denkern der Aufklärung, dem Weg zum deutschen Nationalstaat im 19. Jahrhundert, den beiden Weltkriegen, BRD und DDR im Kalten Krieg sowie der Entwicklung Deutschlands nach der Wiedervereinigung.

### Besonderheiten / 4D-Museum
In der Dauerausstellung des Deutschlandmuseums erleben Besucher deutsche Geschichte der letzten 2000 Jahre in 4D. Das Museum präsentiert historische Exponate aus den jeweiligen Zeitepochen und ist immersiv und interaktiv gestaltet. Die Gestalter haben unter anderem einen mittelalterlichen Wehrgang, eine Druckerstube und einen Schützengraben originalgetreu nachgebaut. Geräuschkulissen und weitere Wahrnehmungsreize wurden in den Rundgang integriert, um Geschichte erlebbar zu machen. Knarrende Burgdielen, täuschend echte Bäume, eine leuchtende Einkaufspassage der Goldenen 20er und ein S-Bahn-Waggon sollen vor allem für Kinder und Jugendliche der Anreiz erhöhen, sich mit Geschichte zu beschäftigen. Dabei widmet sich das Museum auch ernsten und kritischen Aspekten deutscher Geschichte.

## Auszeichnungen
Die Einrichtung erhielt im März 2024 den THEA Award, den Oscar der Entertainment-Branche. Bei den World Travel Awards 2024 wurde es als Europe’s leading new tourist attraction ausgezeichnet. Bei der durch die Deutsche Zentrale für Tourismus durchgeführten Umfrage zu den beliebtesten Sehenswürdigkeiten Deutschlands belegte das Deutschlandmuseum 2024 Platz 7 von 100 Nennungen.

## Kritik
Anlässlich der Eröffnung wurde das Deutschlandmuseum in einigen Zeitungen kritisiert. Es sei „unangemessen, deutsche Geschichte in Form eines Freizeitparks zu vermitteln. Vor allem bei dunklen Kapiteln wie dem Ersten Weltkrieg sei das falsch.“ Hervorgehoben wurden unter anderem die verkürzte Darstellung des Holocausts, die unkritische Wiedergabe der Varusschlacht als germanischer Gründungsmythos, sowie die Festlegung der zwölf wichtigsten Epochen der deutschen Geschichte durch die vier Gründer des Museums.